# 牧の原 (印西市)
牧の原（まきのはら）は、千葉県印西市の町丁。現行行政地名は牧の原一丁目から牧の原六丁目。郵便番号は270-1331。

## 地理
印西牧の原駅の北側に位置し、牧の原地区に属する。北で牧の台、宗甫、北東で滝、滝野、東で竜腹寺、南東で東の原、南で原、南西で西の原、西で草深、北西で別所と隣接する。

## 歴史
2010年（平成22年）に小林と草深の一部より牧の原五丁目が新設され、2011年（平成23年）12月26日には別所、小林、草深、宗甫、竜腹寺の一部より分割され牧の原一丁目から牧の原四丁目及び牧の原六丁目が新設された。

### 字域の変遷
| 実施後       | 実施年             | 実施前                         |
| ------------ | ------------------ | ------------------------------ |
| 牧の原五丁目 | 2010年（平成22年） | 小林、草深の各一部             |
| 牧の原一丁目 | 2011年（平成23年） | 別所、小林、草深の各一部       |
| 牧の原二丁目 | 2011年（平成23年） | 別所、草深の各一部             |
| 牧の原三丁目 | 2011年（平成23年） | 別所の一部                     |
| 牧の原四丁目 | 2011年（平成23年） | 別所、宗甫、小林、草深の各一部 |
| 牧の原六丁目 | 2011年（平成23年） | 草深、竜腹寺の一部             |

## 世帯数と人口
2017年（平成29年）10月31日現在の世帯数と人口は以下の通りである。
| 丁目         | 世帯数  | 人口    |
| ------------ | ------- | ------- |
| 牧の原四丁目 | 229世帯 | 757人   |
| 牧の原五丁目 | 359世帯 | 1,144人 |
| 牧の原六丁目 | 187世帯 | 573人   |
| 計           | 775世帯 | 2,474人 |

## 小・中学校の学区
市立小・中学校に通う場合、学区は以下の通りとなる。
| 丁目         | 番地 | 小学校               | 中学校             |
| ------------ | ---- | -------------------- | ------------------ |
| 牧の原一丁目 | 全域 | 印西市立牧の原小学校 | 印西市立滝野中学校 |
| 牧の原二丁目 | 全域 | 印西市立牧の原小学校 | 印西市立滝野中学校 |
| 牧の原三丁目 | 全域 | 印西市立牧の原小学校 | 印西市立滝野中学校 |
| 牧の原四丁目 | 全域 | 印西市立牧の原小学校 | 印西市立滝野中学校 |
| 牧の原五丁目 | 全域 | 印西市立牧の原小学校 | 印西市立滝野中学校 |
| 牧の原六丁目 | 全域 | 印西市立滝野小学校   | 印西市立滝野中学校 |

## 施設
教育
小学校と保育園が新設される予定である。
- 牧の原宝保育園

公園
- 牧の原公園

商業
- 牧の原モア
  - ヤマダデンキテックランド千葉ニュータウン店
  - wonder goo千葉ニュータウン店
  - 千葉銀行印西牧の原支店
- ジョイフル本田千葉ニュータウン店

## 交通

### 鉄道
北総線印西牧の原駅が最寄駅である。
- 北総鉄道
  - 北総線
    - 印西牧の原駅

### 道路
- 国道
  - 国道464号
- 主要地方道（都道府県道）
  - 千葉県道64号千葉臼井印西線